# Broekheurne
Broekheurne is een buurtschap in de gemeente Enschede in de Nederlandse provincie Overijssel. Het ligt even ten zuiden van Enschede. Broekheurne heeft geen eigen postcode. In het postcodeboek valt het dorp onder de plaatsnaam Enschede.
Bij de grens met Duitsland heeft op de Spoorlijn Enschede-Zuid - Ahaus het Station Broekheurne gelegen.
Stad: Enschede     Dorpen: Boekelo · Glanerbrug · Lonneker · Usselo     Buurtschappen: Broekheurne · Goorseveld · Rutbeek · Twekkelo (deels)

Overijssel · Steden en dorpen in Overijssel      Nederland · Provincies · Gemeenten